# Los guandos (pintura)
[[Categoría:Cuadros de {{{3}}}]]
Los guandos, es una pintura del siglo XX realizada en óleo sobre lienzo de estilo indigenista. Realizado por el pintor ecuatoriano Eduardo Kingman en 1941. El pintor quiso reflejar en su obra, el trabajo que realizaban los hombres de antaño en las sierras ecuatorianas. Los Guandos eran transportistas, de paquetes o cargas, en ese terreno que era muy conocida por ellos.

## Descripción
El cuadro presenta una caravana de indígenas ecuatorianos trasladando sobre sus hombros cajas y baúles, siendo guiados por un capataz con látigo en mano. Es una de las obras más representativas del inicio del estilo indigenista de Kingman.
- Datos: Q109308560

1. ↑  «REVISTA EDUARDO KINGMAN». 10 de julio de 2019. Consultado el 28 de octubre de 2021.
2. ↑  Diario El Universo, ed. (2 de febrero de 2013). «Eduardo Kingman, el centenario del Pintor de las manos». Consultado el 28 de octubre de 2021.
3. ↑  Hablemos de cultura (ed.). «Eduardo Kingman: Biografía, obras, características y más». Consultado el 28 de octubre de 2021.